# Manspreading
Manspreading (z angličtiny man– muž a spreading– roztahování) je termín označující mužský druh posedu, převážně ve veřejné dopravě, kdy muž sedí s nohama široce rozkročenýma tak, že tím zabírá okolní sedadla a omezuje tak prostor ostatních cestujících.

## Historie

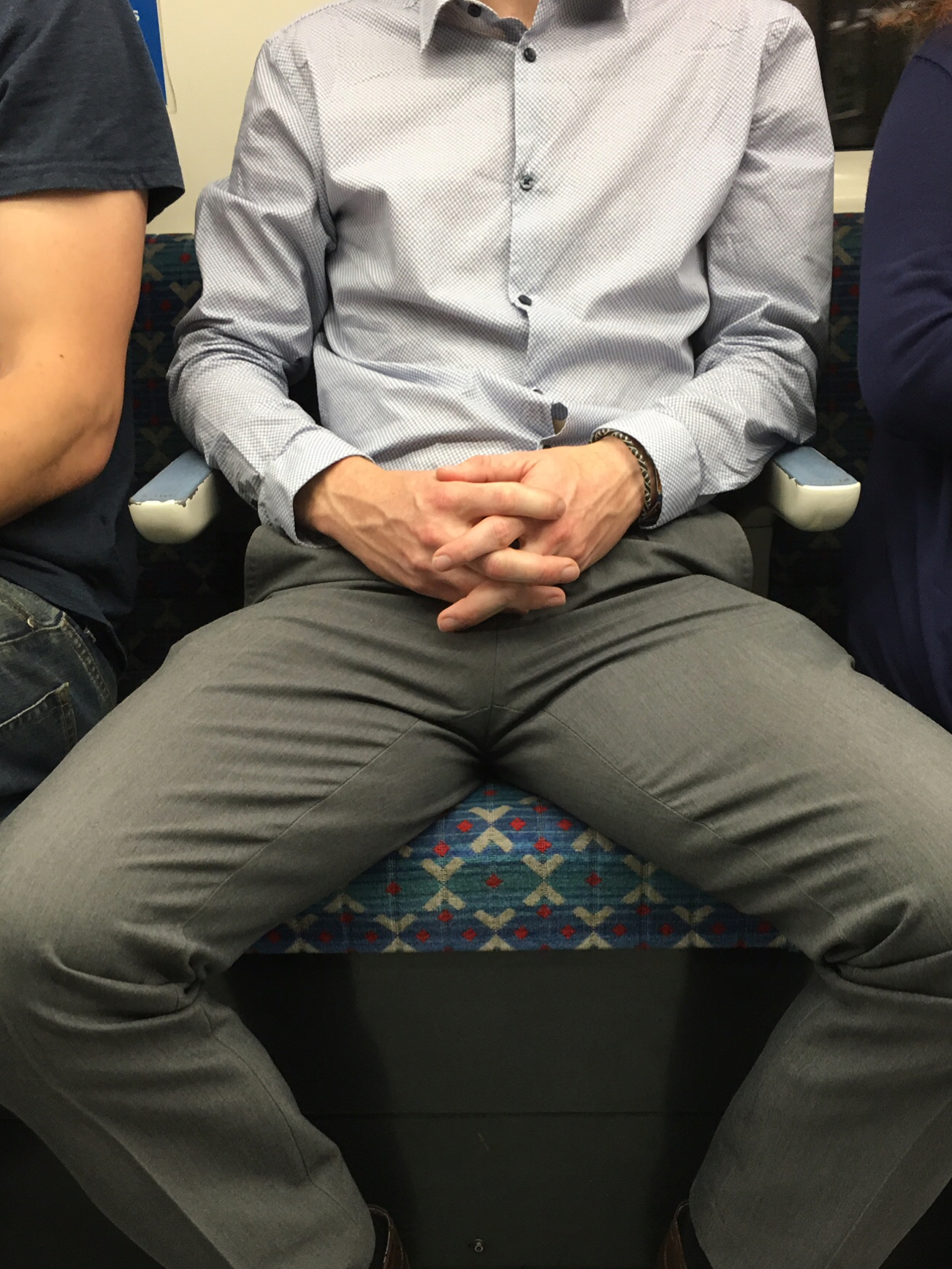

Během roku 2013 se začaly objevovat první zmínky o manspreadingu na sociální síti Tumblr. Mezi první blogy na Tumblru založené v tentýž roce patří například „One Bro, Two Seats“ („Jeden týpek, dvě sedačky“), nebo „Men Taking Up Too Much Space on the Train“ („Muži, kteří zabírají moc místa v dopravě“). Zde uživatelé sdíleli fotografie mužů s roztaženýma nohama z veřejné dopravy jako upozorněním nejen na jejich bezohlednost, ale také na hlubší genderovou problematiku. Ženy během let upozorňují na sociálních sítích na manspreading jako formu každodenního sexismu a symbolu mužského nárokování veřejného prostoru. V roce 2014 zahájilo tisíce tureckých žen kampaň na sítí Twitter, aby vyjádřily svůj nesouhlas s muži zabírajícími jejich sedadla. Kampaň nesla hesla jako „Přestaň roztahovat nohy“ (#bacaklarinitopla) a „Nezabírej mi místo“ (#yerimisgaletme), která rychle získala popularitu a dostala se mezi globálně trendující témata na Twitteru. Kampaň spustil feministický kolektiv z Istanbulu (Istanbul Feminist Collective), který použil fotografii z newyorského metra jako příklad univerzálního problému. V roce 2016 začaly aktivistky na sociálních sítích používat taktiku „naming and shaming“ (jmenování a zostuzení), která spočívá ve fotografování mužů bez jejich souhlasu. Tyto kroky vyvolaly silné negativní reakce, zejména od mužů, kteří manspreading obhajují jako svou přirozenost a svobodu.

### Kampaně ve veřejné dopravě

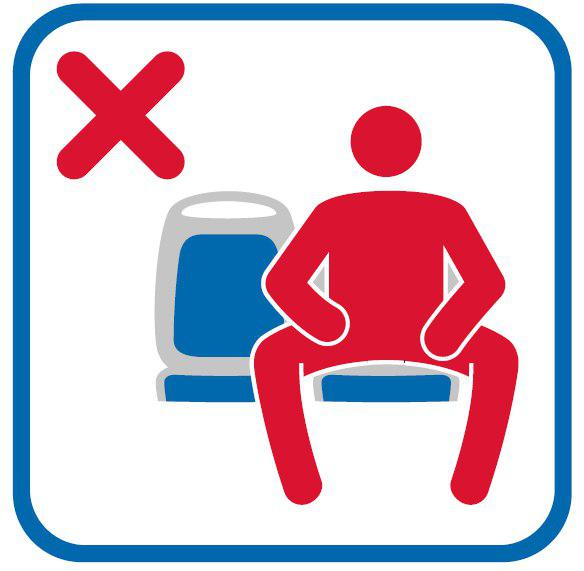
Společnost EMT používá tento piktogram na všech svých autobusech

V roce 2014 spustil newyorský dopravní podnik (MTA) kampaň s názvem „Dude, Stop the Spread“, která vyzývala cestující, aby seděli ohleduplně a nezabírali více místa, než je nutné. Ve stejném roce americké město Philadelphia spustilo kampaň „Dude, it’s Rude“ (Kámo, je to neslušné), zatímco dopravce v Seattlu vyvěsili cedule s chobotnicí, jejíž chapadla zasahovala na sousední sedadla. V roce 2017 Madrid manspreading oficiálně zakázal ve všech hromadných prostředcích. Tomuto kroku předcházela online petice ženské aktivistické skupiny Mujeres en Lucha (Ženy v boji) s názvem #MadridSinManspreading (#MadridBezManspreadingu), která získala více než 12 000 podpisů.

## Biologické faktory
V roce 2017 vychází v magazínu VICE článek autora Lou Schulera s názvem There’s a Reason Some Men Take Up So Much Space When They Sit (Existuje důvod, proč někteří muži zabírají tolik místa, když sedí), který přichází s tvrzením, že důvod mužského posedu s nohama od sebe je převážně biologický. Článek mimo jiné tvrdí, že hlavním důvodem, proč ženám nedělá problém sedět s nohama u sebe je jejich širší pánev a větší stehenní kosti. Emeritní profesor biomechaniky páteře Stu McGill shrnuje, že je pro mnoho mužů tedy namáhavější sedět s koleny od sebe. V roce 2020 neurochirurg specializující se na páteř John Sutcliffe sdělil pro The Independent, že manspreading je často spíše otázkou fyzické stavby těla než čistého egoismu. Článek dále upozorňuje na možnou souvislost mezi častějším výskytem manspreadingu a dysplazií kyčelního kloubu, při níž vypadává kyčle z jamky, což má za důsledek nepohodlné sezení s koleny u sebe.
Annals of Medical Research v roce 2018 sdílí studii Anatomický pohled na kampaň „manspreading“, ze které vyplývá, že Q úhel, který se používá při hodnocení mechaniky a stavu kolenního kloubu, je vyšší u žen. Vyšší Q úhel znamená, že dolní konce stehenní kosti jsou blíže k tělesné ose.  Autoři dále zmiňují, že samozřejmě nelze schvalovat přehnané a neuctivé způsoby sezení, které by ostatním lidem způsobovaly nepohodlí. Závěrem se ovšem zdá, že jedním z důvodů rozdílů v sezení mezi muži a ženami jsou změny v jejich anatomické stavbě.

## Sociologické faktory
Tristan Bridges ve svém článku zmiňuje, že manspreading souvisí s tím, co Raewyn Connell nazývá patriarchální dividendou — souborem výhod, které muži ve společnosti získávají (např. respekt, autorita, více prostoru). Německá fotografka Marianne Wex už v 70. letech detailně zkoumala, jak tělesné postoje mužů a žen odrážejí a upevňují genderovou nerovnost. Ve své knize Let’s Take Back Our Space analyzovala tisíce fotografií, kde ukazovala, že muži častěji zaujímají rozšířené, dominantní pozice, zatímco ženy jsou stísněné a uzavřené. Její výzkum ukazuje, že způsob, jakým sedíme a používáme své tělo, není osobní volbou, ale výsledkem sociálního učení a kulturních norem, které reprodukují patriarchální strukturu společnosti, ve které žijeme.